# Étienne Balibar
Étienne Balibar (Avallon, França, 1942) és un filòsof francès, professor d'Humanitats a la Universitat de Califòrnia, Irvine, i catedràtic emèrit de Filosofia moral i política a la Universitat París-X. També dona classes a l'Institut Birkbeck per l'Estudi de les Humanitats, de Londres, al Centre Franco-Argentí d'Alts Estudis de la Universitat de Buenos Aires i al Centre de Literatura Comparada i Societat de la Universitat de Colúmbia, a Nova York. Manté un interès particular per la defensa dels drets dels emigrants i dels sol·licitants d'asil polític, i és membre de la Lliga dels Drets Humans a París i cofundador de la Facultat per a la Pau entre Israel i Palestina. És autor o coautor de nombrosos llibres, entre els quals Para leer el capital (amb Louis Althusser, 1965 reeditat l'any 2010 per Siglo XXI) i Raza, nación, clase (amb Immanuel Wallerstein, Iepala Editorial, 1991). Més recentment, ha publicat Nosotros, ¿ciudadanos de Europa?: las fronteras, el Estado, el pueblo (Tecnos, 2003), Europe, Constitution, Frontière (Editions du Passant, 2005), Violencias y civilidad (Gedisa, 2006) i La proposition de l'égaliberté. Essais politiques 1989-2009 (Presses Universitaires de France, 2010).